# Spiritwood (Dakota du Nord)
Spiritwood est une census-designated place située dans le comté de Stutsman, dans l’État du Dakota du Nord, aux États-Unis. Sa population s’élevait à 18 habitants lors du recensement de 2010.

## Démographie
| Groupe            | Spiritwood | Dakota du Nord | États-Unis |
| ----------------- | ---------- | -------------- | ---------- |
| Blancs            | 100        | 90,0           | 72,4       |
| Autres            | 0          | 10             | 27,6       |
| Total             | 100        | 100            | 100        |
|                   |            |                |            |
| Latino-Américains | 0          | 2,0            | 16,7       |

Selon l'American Community Survey, pour la période 2011-2015, 100 % de la population âgée de plus de 5 ans déclare parler l'anglais à la maison.
| 2000 | 2010 | - | - | - | - |
| ---- | ---- | - | - | - | - |
| 24   | 18   | - | - | - | - |

## Source
- (en) Cet article est partiellement ou en totalité issu de l’article de Wikipédia en anglais intitulé « Spiritwood, North Dakota » (voir la liste des auteurs).